# Natuurtrompet
Een natuurtrompet is een trompet zonder ventielen, dus met een klankbuis van vaste lengte. De enige tonen die voortgebracht kunnen worden, zijn de zogeheten natuurtonen, gehele veelvouden van de grondtoon zoals die door de lengte van de buis bepaald is. Door de lipspanning (embouchure) te vergroten ontstaat bij het spelen een reeks boventonen. Ook overblazen is een belangrijke techniek. Als de grondtoon een C4 is, wordt de natuurtonenreeks C5, G5, C6, E6, G6, Bb6, C7, D7, E7.
Voorbeelden van melodieën die op een natuurtrompet gespeeld kunnen worden, zijn: de Reveille en de Last Post.
Natuurtrompetten werden gebruikt op het slagveld om signalen te geven, melodieën waren daarbij geen noodzaak. Verreweg de meeste melodieën kunnen dan ook niet op het instrument gespeeld worden. Toch bestaan er honderden concerten waarin de natuurtrompet gebruikt wordt.
De natuurtrompet is de voorloper van de moderne trompet en instrumenten zoals de bugel, posthoorn en natuurhoorn.